# M'hammed Belkhodja
Pour les autres membres de la famille, voir Famille Belkhodja.
M'hammed Belkhodja (arabe : مْحمّد بلخوجة), né en février 1869 et mort en novembre 1943, est un homme politique tunisien.

## Origines
Il naît au sein d'une famille de l'aristocratie religieuse tunisoise dont l'origine remonterait à l'arrivée de son aïeul, le militaire ottoman Ali Khodja Al Hanafi, venu à Tunis à l'occasion de la bataille engagée à La Goulette contre l'armée de Charles Quint. Officier de l'armée de Sinan Pacha, il repart vers le Levant une fois la conquête terminée. Il a un fils prénommé Mohamed qui a lui-même un fils, aussi appelé Mohamed, qui revient s'installer en Tunisie au XVIIe siècle. Cette lignée religieuse est l'une des plus importantes du pays aux XIXe et XXe siècles.
Fils de Béchir Belkhodja, chef de la section d'État et l'un des premiers acteurs du Collège Sadiki fondé en 1875, et petit-fils du Cheikh El Islam Mohamed Belkhodja, il est le beau-frère de Mustapha Dinguizli dont il épouse la sœur Hanifa.

## Parcours
Après des études au Collège Sadiki et au lycée Alaoui, M'hammed Belkhodja rejoint la rédaction du gouvernement en 1887 et y travaille dans la section de traduction, avant de se voir affecté au département de comptabilité en 1902. Il est nommé directeur de la presse officielle sous le règne de Naceur Bey puis directeur du protocole. En 1915, il obtient le grade de général (amir alay). En 1919, il est nommé caïd-gouverneur à Gabès et Bizerte. Ayant atteint l'âge de la retraite, il devient conseiller du gouvernement jusqu'à sa mort.
Durant sa vie, il contribue à la vie culturelle : il figure le 2 août 1888 parmi les fondateurs du premier journal tunisien d'information El Hadhira (« La Capitale ») ; il contribue également à diffuser un certain nombre de recherches historiques et de traductions. Il est en 1896 l'un des fondateurs de la Khaldounia dont il intègre la direction. Il tire aussi avantage de sa présence à la tête de l'imprimerie pour publier certaines de ses œuvres et écrits, de même qu'un certain nombre de manuscrits tunisiens. Il participe également en 1908 à la conférence de l'Afrique du Nord tenue à Paris.

## Œuvres
- Bernard Roy, M'hammed Belkhodja et Mohammed ibn Othman al-Hachaichi, Extrait du catalogue des manuscrits et des imprimés de la bibliothèque de la Grande mosquée de Tunis, Paris, Imprimerie Picard, 1900.

## Décorations
- Grand-croix de l'ordre du Ouissam alaouite[5].